# Биргер, Александр Карлович
Александр Карлович Биргер (1847 — 12 ноября 1918, Петроград) — русский военачальник, генерал от инфантерии. Участник русско-турецкой войны 1877—1878 годов и русско-японской войны 1904—1905 годов.

## Биография
Александр Биргер окончил 1-ю Санкт-Петербургскую военную гимназию в 1865 году. В 1867 окончил Павловское военное училище.
В 1874 окончил Николаевскую Академию Генерального штаба.
Участник русско-турецкой войны 1877—1878 гг. Подполковник (1878). Полковник (1880).
С 1881 года начальник штаба 6-й кавалерийской дивизии. С 1884 года начальник штаба 22-й пехотной дивизии.
С 1890 года командир 90-го пехотного полка. С 1895 года начальник штаба 13-го армейского корпуса. Генерал-майор (1895).
С 1903 года начальник 41-й пехотной дивизии. Генерал-лейтенант (1903).
С июня по сентябрь 1905 года генерал для поручений при командующем 3-й Маньчжурской армией.
16 марта 1906 года произведен в генералы от инфантерии с увольнением от службы.
Имел 3 детей.